# Gilbert Lavoine
Pour les articles homonymes, voir Lavoine (homonymie).
Gilbert Lavoine est un boxeur français né à Laon dans l'Aisne le 3 février 1921 et mort le 22 janvier 1965.

## Carrière
Surnommé le matraqueur de Laon, il est dans les années 1950 champion de France et champion d'Europe des poids welters puis champion de France des poids moyens.

## Palmarès
- 25 combats amateurs : 24 victoires, 1 défaite
- 126 combats professionnels : 100 victoires dont 56 par KO, 8 matchs nuls et 18 défaites dont 2 par KO (Marius Dori, Wally Thom).
- 16/07/1950-26/02/1951 Champion de France des poids welters
- 22/03/1953-26/08/1954 Champion d'Europe des poids welters
- 04/02/1957-02/06/1957 Champion de France des poids moyens
- Premier combat professionnel le 14 octobre 1948 à Laon contre Maurice Fourel.
- Dernier combat à Berck (Pas-de-Calais) le 7 août 1962 contre Gilbert Souday.